# 1001. grenadirski polk (Wehrmacht)
1001. grenadirski polk (izvirno nemško 1001. Grenadier-Regiment; kratica 1001. GR) je bil pehotni polk Heera v času druge svetovne vojne.

## Zgodovina
Polk je bil ustanovljen 8. junija 1944.